# SCBA Open 2005
Die SCBA Open 2005 (auch SCBA International 2005) im Badminton fanden vom 11. bis zum 13. Februar 2005 in Orange statt.

## Sieger und Platzierte
| Disziplin    | Gold                       | Silber                         | Bronze                                   |
| ------------ | -------------------------- | ------------------------------ | ---------------------------------------- |
| Herreneinzel | Yuichi Ikeda               | Eric Pang                      | Keishi Kawaguchi                         |
| Herreneinzel | Yuichi Ikeda               | Eric Pang                      | Raju Rai                                 |
| Dameneinzel  | Brenda Beenhakker          | Miyo Akao                      | Charmaine Reid                           |
| Dameneinzel  | Brenda Beenhakker          | Miyo Akao                      | Noriko Okuma                             |
| Herrendoppel | Howard Bach Tony Gunawan   | Khankham Malaythong Raju Rai   | Keishi Kawaguchi Toru Matsumoto          |
| Herrendoppel | Howard Bach Tony Gunawan   | Khankham Malaythong Raju Rai   | Mike Beres William Milroy                |
| Damendoppel  | Johanna Lee Grace Peng Yun | Noriko Okuma Miyuki Tai        | Rachel van Cutsen Paulien van Dooremalen |
| Damendoppel  | Johanna Lee Grace Peng Yun | Noriko Okuma Miyuki Tai        | Jody Patrick Charmaine Reid              |
| Mixed        | Mike Beres Jody Patrick    | Trisna Gunadi Angeline de Pauw | Tye Reidie Denyse Julien                 |
| Mixed        | Mike Beres Jody Patrick    | Trisna Gunadi Angeline de Pauw | William Milroy Tammy Sun                 |